# Luzzasco Luzzaschi
Luzzasco Luzzaschi (* 1545 in Ferrara; † 11. September 1607 in Ferrara) war ein italienischer Komponist und Organist.

## Leben
Luzzaschi war in seiner Jugend Schüler des flämischen Komponisten Cipriano de Rore und trat erstmals im Mai 1561 einen Dienst am Hof des Herzogs Alfonso II. d’Este an. 1564 wurde er herzoglicher Hoforganist, ab 1572 bekleidete er zusätzlich das Organistenamt am Ferrareser Dom. 1574 stieg er, als Nachfolger Afonso della Violas (auch dalla Viola genannt), zum Leiter der Instrumentalmusik des Herzogs von Ferrara auf. Nach dem Tod Alfonsos II. 1597, der Eingliederung Ferraras in den Kirchenstaat und dem Umzug der herzöglichen Familie nach Mantua, blieb Luzzaschi bis zu seinem Tod in Ferrara. 
Ob Luzzaschi den Titel Kapellmeister geführt hat, ist nicht bewiesen.
Luzzaschi wirkte auch als Lehrer, Girolamo Frescobaldi ist sein bekanntester Schüler.

## Werk
Luzzaschi ist heute hauptsächlich durch seine Madrigale bekannt. Hier legte er, wie sein Lehrer de Rore, besonderen Wert auf textorientiertes Komponieren, also die Wahl musikalischer Stilmittel in direktem Bezug zum gesungenen Text.

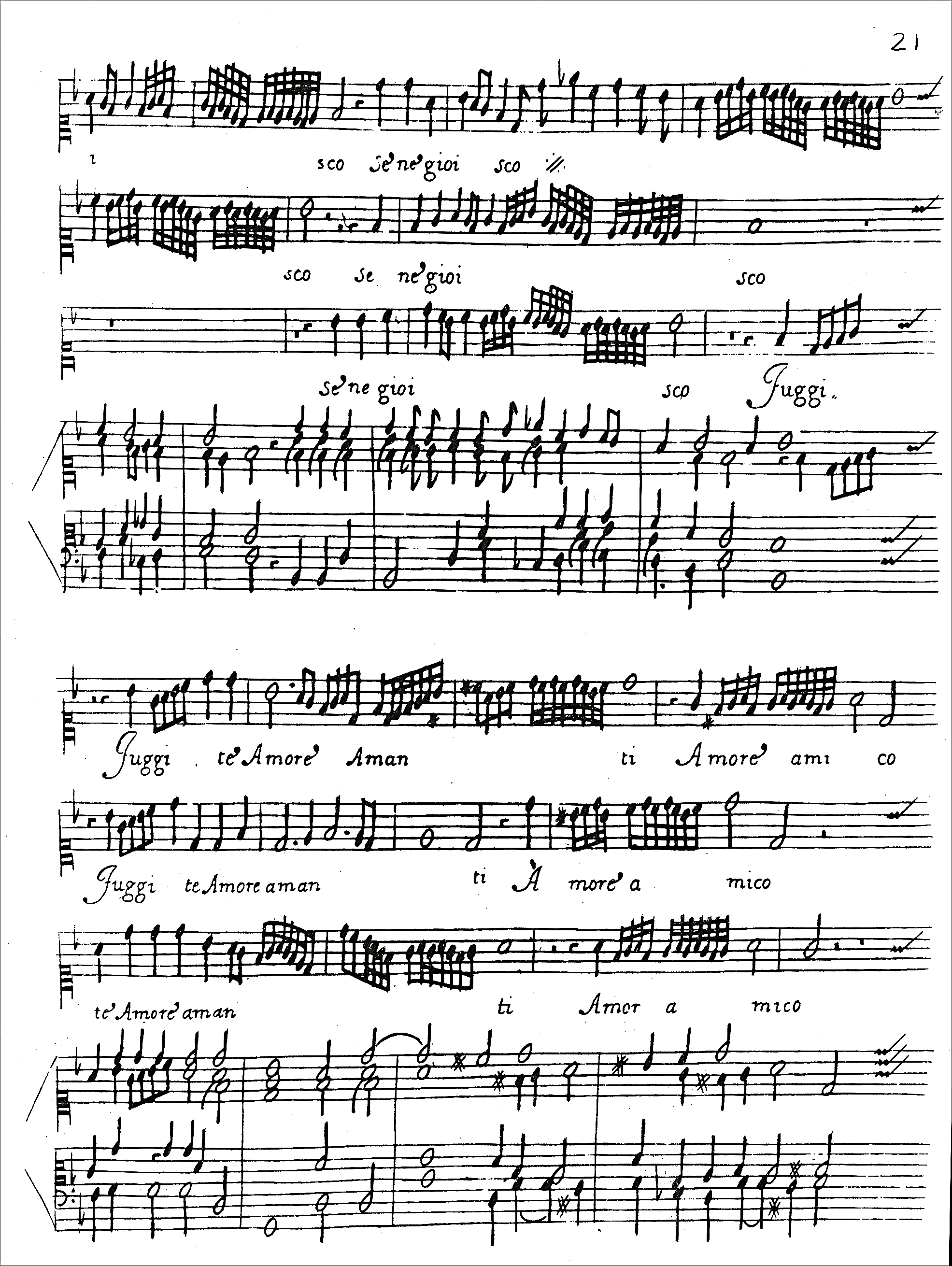
Stark verzierte Singstimmen mit ausgeschriebener Begleitstimme im Madrigal O dolcezz'amarissime d'Amore

Neben den sieben Madrigalbüchern in der gewöhnlichen Besetzung von fünf Singstimmen, die von 1571 bis 1604 entstanden und in Venedig und Ferrara gedruckt wurden, ist die Sammlung von Madrigalen für ein bis drei Sopranstimmen (gedruckt in Rom 1601) besonders herausragend. Bei diesem Werk, komponiert für das berühmte Ensemble Concerto delle donne, fällt besonders die Virtuosität auf, die den Sängerinnen abverlangt wird. Der große Anteil ausgeschriebener Verzierungen über einer unverzierten Basslinie deutet bereits auf die neue Stilrichtung der Monodie hin, die in der eben aufkommenden Oper die tragende Rolle spielt. Eine weitere Besonderheit dieser Madrigalsammlung ist die über der Bassstimme ausgeschriebene Begleitstimme für ein Tasteninstrument. Diese ist als Übergang zu sehen zwischen den sich überlappenden Begleitstilen, des Colla-parte-Spiels einerseits und des Harmonisierens einer Basslinie mit der rechten Hand (Basso Continuo) andererseits, und damit eine der frühesten Quellen für das Entstehen der neuen Generalbasspraxis um 1600.